# Leon Barszczewski

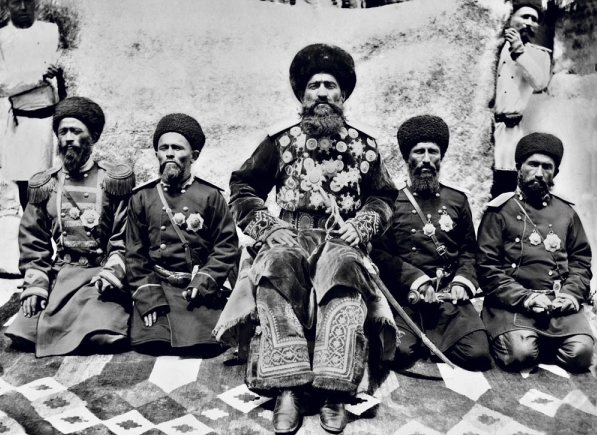
Leon Barszczewski in Samarkand

Leon Barszczewski (* 20. Februar 1849 in Warschau; † 22. März 1910 in Tschenstochau) war ein polnischer Ethnograph.
Er unternahm Reisen nach Tienschan, in das Hisar- und das Darvazsikiy-Gebirge sowie in die Region Pamir-Altai. Hierbei dokumentierte er die Reisen fotografisch. Die Fotografien transportierte er auf schweren gläsernen Lichtbildplatten nach Samarkand, wo er sie entwickelte. Er hinterließ 3.500 Fotografien, die die Region Mittelasien zum Ende des 19. Jahrhunderts dokumentieren.